# جيمس مول
جيمس مول (بالإنجليزية: James Moll)‏ هو منتج أفلام ومونتير ومخرج أمريكي، ولد في 1963 في ألينتاون في الولايات المتحدة.

## وصلات خارجية
- جيمس مول على موقع IMDb (الإنجليزية)
- جيمس مول على موقع ألو سيني (الفرنسية)
- جيمس مول على موقع أول موفي (الإنجليزية)
- جيمس مول على موقع قاعدة بيانات الأفلام السويدية (السويدية)
- جيمس مول على موقع قاعدة بيانات الفيلم (الإنجليزية)
- جيمس مول على موقع كينوبويسك (الروسية)